# Минерал Риџ (Охајо)
Минерал Риџ (енгл. Mineral Ridge) насељено је место без административног статуса у америчкој савезној држави Охајо.

## Демографија
По попису из 2010. године број становника је 3.892, што је 8 (-0,2%) становника мање него 2000. године.
| Група             | 2000.         | 2010.         |
| Белци             | 3.724 (95,5%) | 3.651 (93,8%) |
| Афроамериканци    | 81 (2,1%)     | 99 (2,5%)     |
| Азијати           | 4 (0,1%)      | 3 (0,1%)      |
| Хиспаноамериканци | 59 (1,5%)     | 89 (2,3%)     |
| Укупно            | 3.900         | 3.892         |